# Asja Hrvatin
Asja Hrvatin, slovenska socialna delavka, aktivistka in mladinska pisateljica,* 1990
Njen knjižni prvenec, roman Od RTM do WTF, govori o zasvojenosti mladih s prepovedanimi substancami. Njen drugi roman, Lepe punce lepo bruhajo, govori o motnjah hranjenja.

### Socialno delo in aktivizem
Diplomirala je na Fakulteti za socialno delo v Ljubljani. Način dela v centrih za socialno delo jo je razočaral zaradi napačnega odnosa do pomoči potrebnih, zato je zagovornica samoorganiziranega socialnega dela.
Bori se za pravice beguncev, posebej begunk (kot članica kolektiva No Border Craft) in t.i. žrtev kapitalizma, kot so prekarni delavci in delavci na splošno ter brezdomci (kot članica gibanja 15o).
Bila je udeleženka protestov Occupy pred ljubljansko borzo leta 2011.

### Umetnost
S Kristino Vrčon sta sestavljali eksperimentalni glasbeni duo exxxxtra* porno, ki je v okviru festivala Rdeče zore 2018 nastopil v klubu Gromka.

### Romani
- Od RTM do WTF (Mladinska knjiga, 2008) COBISS
- Od RTM do WTF: [slovenski otroci s postaje Zoo] (Mladinska knjiga, 2010) COBISS
- Lepe punce lepo bruhajo (Mladinska knjiga, 2012) COBISS

### Članki
- "Nadzorovanje in varčevanje v socialnem varstvu." Časopis za kritiko znanosti letnik 41. številka 251 (2013). Dokument v zbirki Digitalne knjižnice Slovenije.
- "15o: gibanje za ustvarjanje novih prostorov skupnega in skupnosti." Socialno delo letnik 52. številka 2/3 (2013) str. 181-188. Dokument v zbirki Digitalne knjižnice Slovenije.
- "Skupnost kot učni prostor socialnega dela." Socialno delo letnik 53. številka 2 (2014) str. 115-118. Dokument v zbirki Digitalne knjižnice Slovenije.
- "Da ne bi postale slike na muzejskih stenah." Časopis za kritiko znanosti letnik 43. številka 261 (2015) str. 40-47. Dokument v zbirki Digitalne knjižnice Slovenije.